# اچ‌ام‌اس رویالیست (۱۹۱۵)
اچ‌ام‌اس رویالیست (۱۹۱۵) (به انگلیسی: HMS Royalist (1915)) یک کشتی بود که طول آن ۴۳۶ فوت (۱۳۳ متر) بود. این کشتی در سال ۱۹۱۵ ساخته شد.